# Ирина Дубник
Ирина Дубник (26. март 1961) филмска је глумица.

## Улоге
| Год.     | Назив                              | Улога                   |
| -------- | ---------------------------------- | ----------------------- |
| 1980.-те |                                    |                         |
| 1985.    | Приче из фабрике (серија)          |                         |
| 1986.    | Штрајк у ткаоници ћилима (ТВ)      |                         |
| 1989.    | Кривда (ТВ)                        | Зорица Петровић         |
| 1989.    | Прљави филм                        |                         |
| 1990.-те |                                    |                         |
| 1991.    | Празник у Сарајеву                 | Аљова жена              |
| 1991.    | Мој брат Алекса (серија)           | Љубица Кујунџић Ћоровић |
| 1992.    | Алекса Шантић (ТВ серија) (серија) | Љубица Кујунџић Ћоровић |
| 2000.-те |                                    |                         |
| 2005.    | Боја тишине                        | Мириам                  |
| 2012.    | Луд, збуњен, нормалан              | Сузана                  |